# Beauvoir-sur-Niort
Beauvoir-sur-Niort is een gemeente in het Franse departement Deux-Sèvres (regio Nouvelle-Aquitaine) en telt 1492 inwoners (2005). De plaats maakt deel uit van het arrondissement Niort. In de gemeente ligt spoorwegstation Beauvoir-sur-Niort.

## Geografie
De oppervlakte van Beauvoir-sur-Niort bedraagt 23,4 km², de bevolkingsdichtheid is 63,8 inwoners per km².
De onderstaande kaart toont de ligging van Beauvoir-sur-Niort met de belangrijkste infrastructuur en aangrenzende gemeenten.

## Demografie
Onderstaande figuur toont het verloop van het inwonertal (bron: INSEE-tellingen).